# 王子神谷站
王子神谷站（日语：／ Ōji-kamiya eki */?）是位於日本東京都北區王子五丁目，屬於東京地下鐵南北線的鐵路車站。車站編號是N 17。

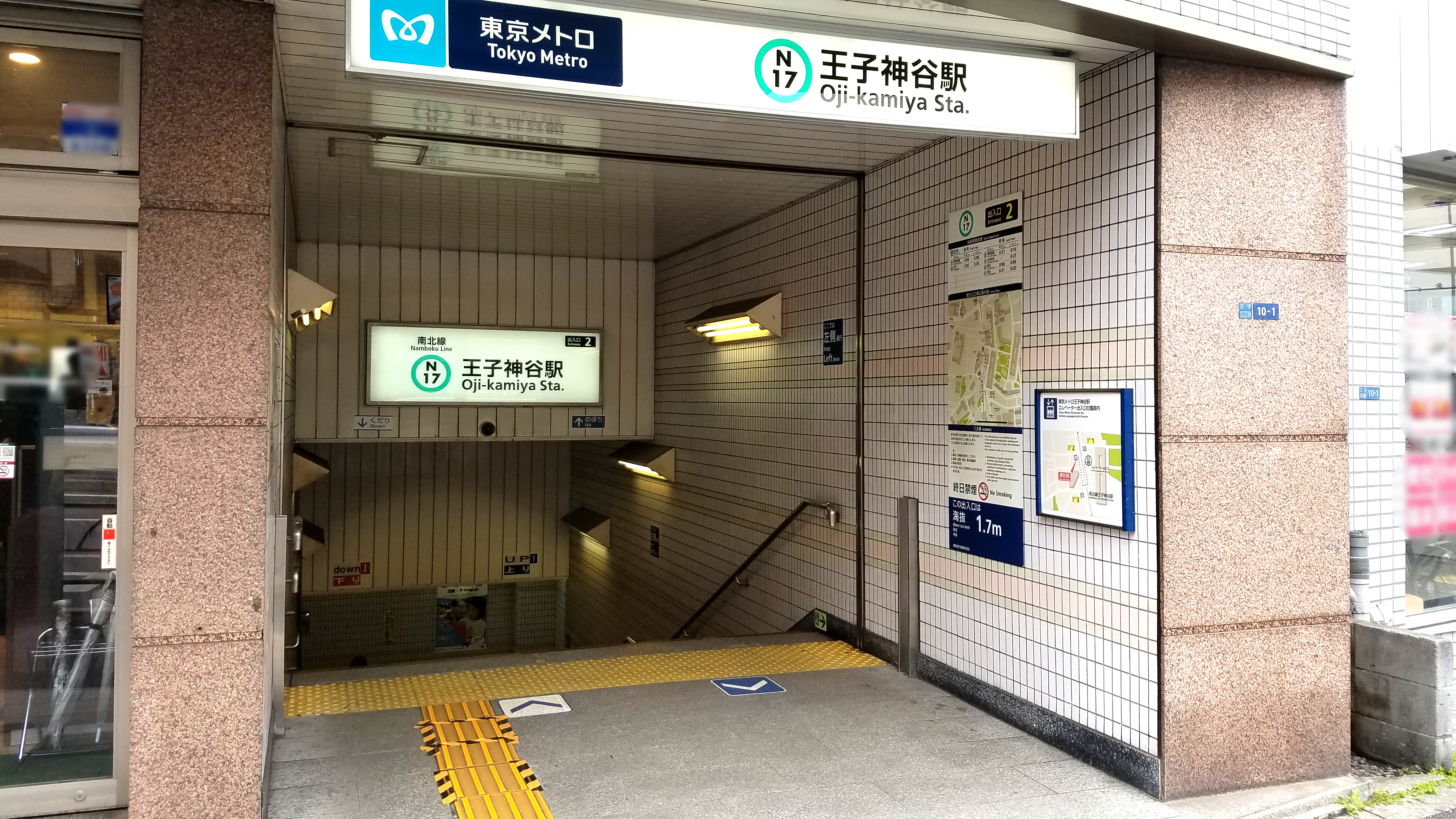
2號出入口（2020年3月）

## 歷史
- 1991年（平成3年）11月29日：開業。
- 2004年（平成16年）4月1日：帝都高速度交通營團（營團地下鐵）民營化，本站由東京地下鐵接手經營。
- 2014年（平成26年）4月1日：地面與剪票口層的電梯改善工程完工。
- 2015年（平成27年）3月13日：南北線更換發車音樂[2]。

### 站名由來
站名是王子與神谷兩個地名組合而成。

## 車站構造
本站是地下車站，月台採對向式月台2面2線設計，是南北線內唯二採用此配置的車站（本站和白金高輪站）。基於安全理由，月台安裝了月台幕門。廁所在付費區地下1樓與地下2樓。
志茂站側有往王子檢車區的出入庫線，本站起訖的列車在A線（赤羽岩淵方向）有一班，B線（目黑方向）平日有8班，假日有2班（2012年4月）。王子神谷發車的班次從開業當時就已存在，但至王子神谷的班次直到2000年9月22日改點後才新增在班表中（在此之前只有往王子神谷的回送列車與試營運列車）。

### 月台配置
| 月台 | 路線   | 目的地                         | 備註                                                 |
| ---- | ------ | ------------------------------ | ---------------------------------------------------- |
| 1    | 南北線 | 赤羽岩淵、東川口、浦和美園方向 | 赤羽岩淵站直通 埼玉高速鐵道線 （往浦和美園方向列車） |
| 2    | 南北線 | 白金高輪、目黑、日吉方向       | 目黑站直通 東急目黑線                                |

（來源：東京地下鐵:構內圖 （页面存档备份，存于））

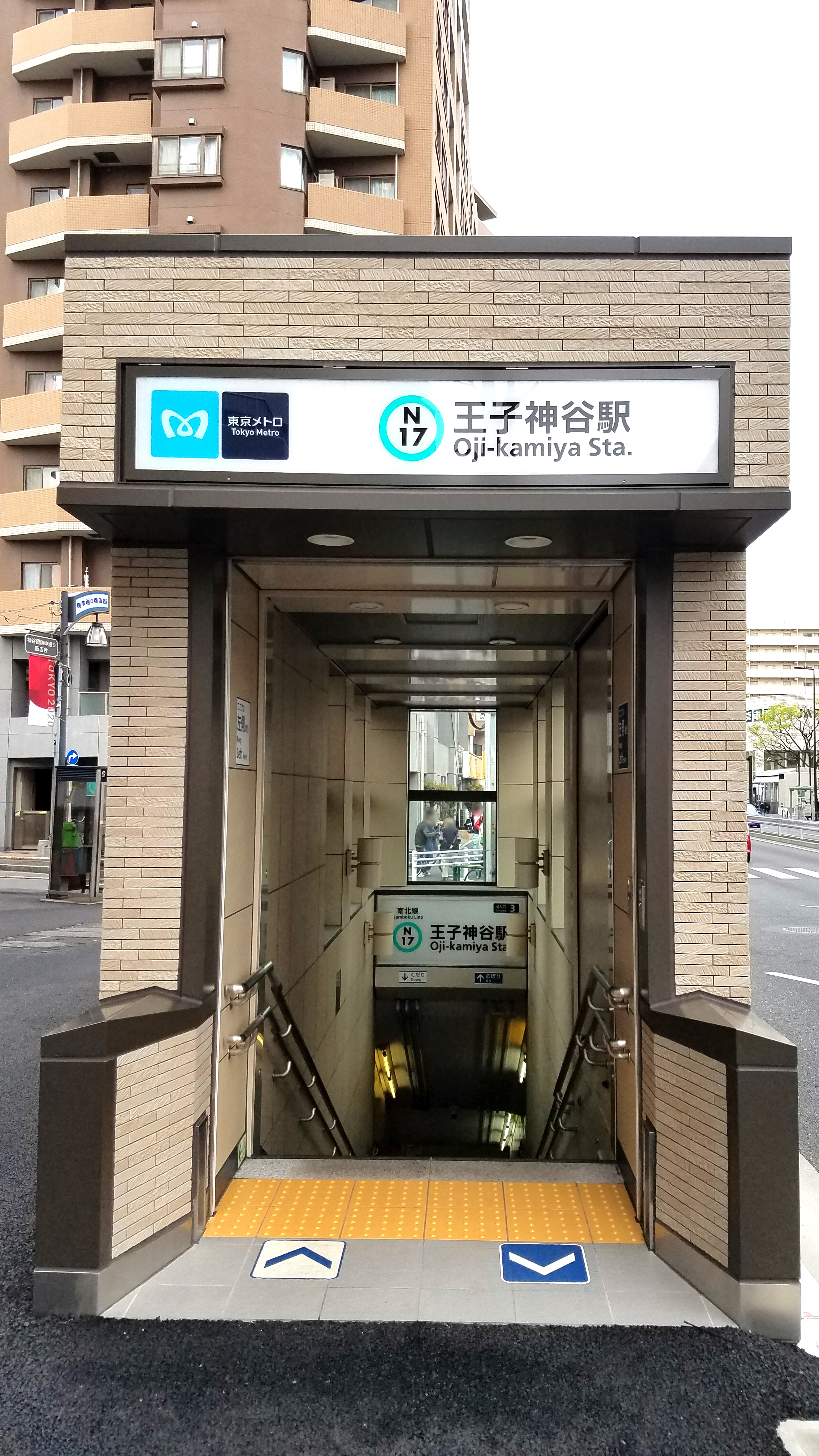
3號出入口(2020年3月)
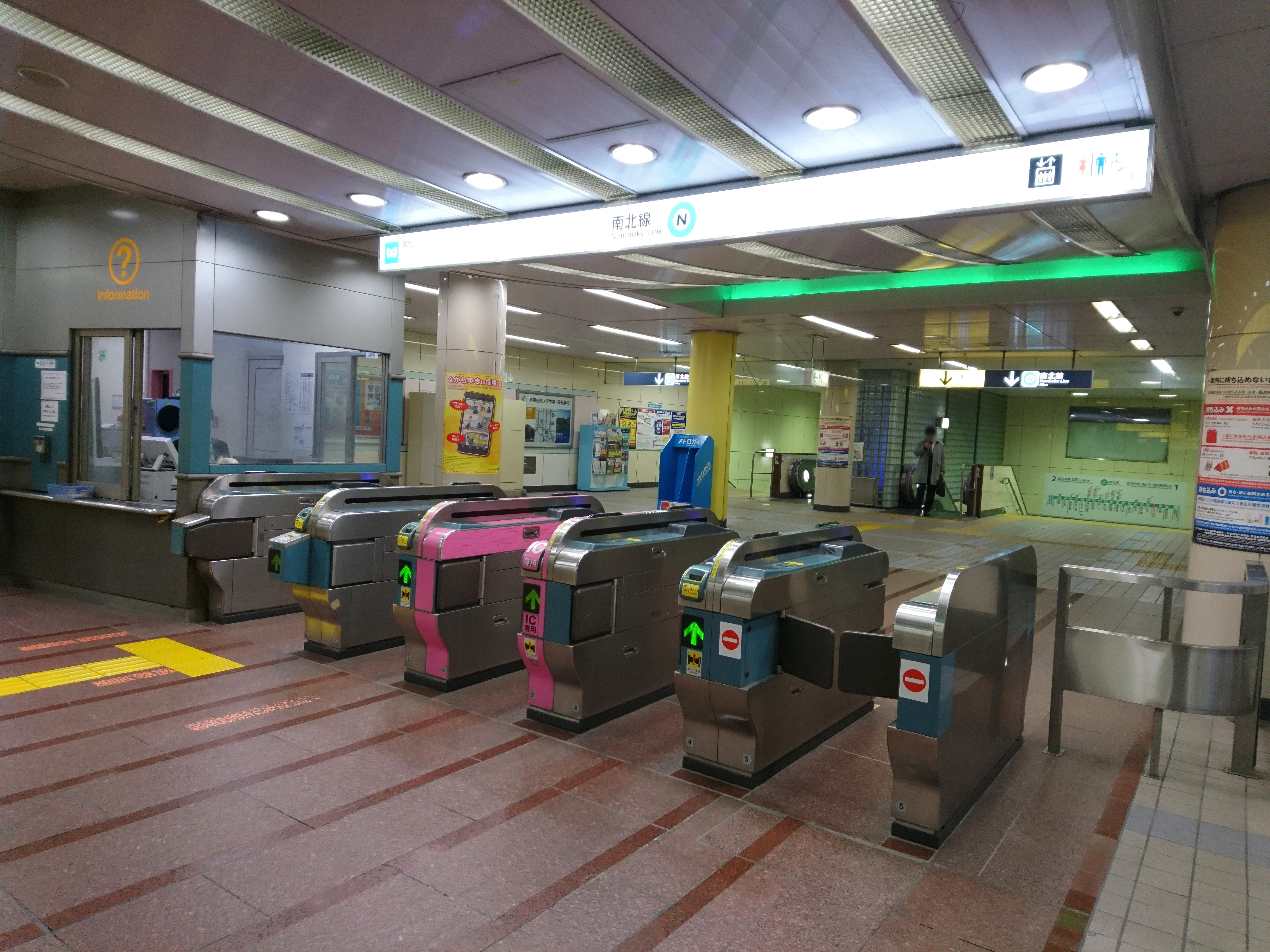
驗票口(2019年1月)
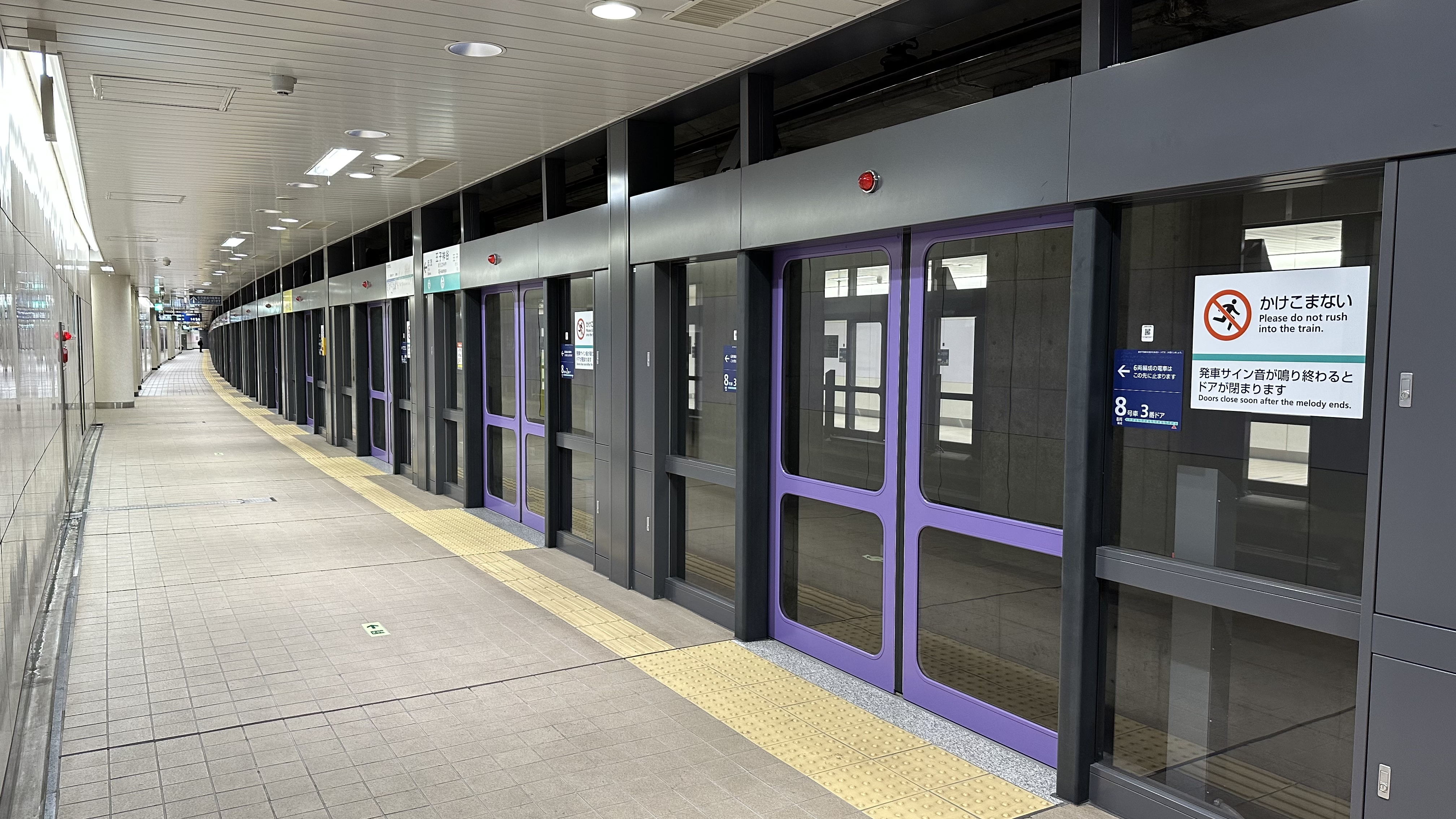
月台(2023年5月)

## 利用狀況
2017年度1日平均上下車人次為35,406人，在東京地下鐵全部130個車站當中排名第105位。在南北线的非换乘车站中为第二位，仅次于六本木一丁目站。
近年1日平均上下車、上車人次變化如下表。
| 年度               | 1日平均 上下車人次 | 1日平均 上車人次 | 來源     |
| ------------------ | ------------------ | ---------------- | -------- |
| 1991年（平成03年） |                    | 4,516            | [ * 1 ]  |
| 1992年（平成04年） |                    | 4,658            | [ * 2 ]  |
| 1993年（平成05年） |                    | 4,959            | [ * 3 ]  |
| 1994年（平成06年） |                    | 5,066            | [ * 4 ]  |
| 1995年（平成07年） |                    | 5,074            | [ * 5 ]  |
| 1996年（平成08年） |                    | 9,636            | [ * 6 ]  |
| 1997年（平成09年） |                    | 10,263           | [ * 7 ]  |
| 1998年（平成10年） |                    | 10,866           | [ * 8 ]  |
| 1999年（平成11年） |                    | 11,044           | [ * 9 ]  |
| 2000年（平成12年） |                    | 11,663           | [ * 10 ] |
| 2001年（平成13年） |                    | 12,244           | [ * 11 ] |
| 2002年（平成14年） |                    | 12,022           | [ * 12 ] |
| 2003年（平成15年） | 24,231             | 12,552           | [ * 13 ] |
| 2004年（平成16年） | 24,895             | 12,874           | [ * 14 ] |
| 2005年（平成17年） | 25,664             | 13,252           | [ * 15 ] |
| 2006年（平成18年） | 26,652             | 13,773           | [ * 16 ] |
| 2007年（平成19年） | 29,129             | 14,932           | [ * 17 ] |
| 2008年（平成20年） | 29,820             | 15,175           | [ * 18 ] |
| 2009年（平成21年） | 29,957             | 15,310           | [ * 19 ] |
| 2010年（平成22年） | 31,646             | 16,139           | [ * 20 ] |
| 2011年（平成23年） | 31,410             | 16,065           | [ * 21 ] |
| 2012年（平成24年） | 32,685             | 16,644           | [ * 22 ] |
| 2013年（平成25年） | 33,666             | 17,132           | [ * 23 ] |
| 2014年（平成26年） | 33,949             | 17,230           | [ * 24 ] |
| 2015年（平成27年） | 33,695             | 17,109           | [ * 25 ] |
| 2016年（平成28年） | 34,592             | 17,548           | [ * 26 ] |
| 2017年（平成29年） | 35,406             |                  |          |

## 車站周邊
車站東側是王子檢車區。西側有日本貨物鐵道（JR貨物）北王子站。
- 神谷堀公園
- 高層住宅群（UR出租住宅（日语：公団住宅）王子五丁目團地、都營王子五丁目公寓等）
- 北區立王子小學校（日语：北区立王子小学校）
- 北區立王子櫻中學校（日语：北区立王子桜中学校）
- 東京都立飛鳥高等學校（日语：東京都立飛鳥高等学校）
- 東京都立足立新田高等學校（日语：東京都立足立新田高等学校）
- 東京成德大學中學校、高等學校（日语：東京成徳大学中学校・高等学校）
- 王子消防署（日语：東京消防庁第五消防方面本部）
- 東京都北兒童相談所
- 北區健康增進中心
- 北區立教育相談所
- 北區豐島地域包括支援中心
- 王子公共職業安定所
- 王子郵便局（日语：王子郵便局）
- 王子五郵便局
- 八木醫院
- 神谷醫院
- 東十條商店街
- Natori（日语：なとり）本社
- 蜻蜓鉛筆本社
- 宜得利赤羽店（附設宜得利東京本部）
- 國道122號（北本通）
- 東京水邊線（日语：東京水辺ライン）（東京都公園協會營運）神谷碼頭

## 巴士路線
王子五丁目
- 國際興業巴士（日语：国際興業バス）王54、深夜急行巴士池袋站西口－王子神谷站－東浦和站線（下車專用）、東武巴士中央王30、深夜31：左述以外的系統為都營巴士路線。
  - 北本通北向（赤羽方向）乘車處（1號出入口前）
    - 王40出入、王57：往北車庫（日语：都営バス北営業所）
    - 王57：往赤羽站東口
    - 王49：往江北站、往千住車庫（日语：都営バス千住営業所）
    - 王49折返：往足立區役所
    - 王30：往龜有站北口 ※1日2班
    - 深夜31：往西新井站西口 ※僅平日深夜
    - 王54、王54-2：經大和町、常盤台站往上板橋站、上板橋站前
    - 王78：經大和町往新宿站西口、杉並車庫（日语：都営バス杉並支所）

  - 北本通南向（王子方向）乘車處（2號出入口前）
    - 王40出入、王41、王45、王49、王57、王78、王30、王54：往王子站
    - 王40出入：往池袋站東口
    - 王40出入：往西新井站 ※僅早晨
    - 王57：經王子站往豐島五丁目團地

王子消防署前
- 都營巴士
  - 紀州通東向（新田方向）乘車處（2號出入口約230公尺、王子消防署前交差點東側）
    - 王41：經新田橋（日语：新田橋）往新田一丁目
    - 王45：往北千住站
    - 王49折返：經Heart Island東往足立區役所 ※僅平日白天
    - 王55、深夜11：經Heart Island東往新田（日语：新田 (足立区)）一丁目、新田二丁目
    - 王55折返：往Heart Island東（循環）

王子四丁目（不重複經王子五丁目、王子消防署前的各系統）
- 都營巴士
  - 北本通南向（王子方向）乘車處（2號出入口南約250公尺、王子消防署前交差點南側）
    - 王55：往池袋站東口

## 相鄰車站
東京地下鐵
南北線
王子（N 16）－王子神谷（N 17）－志茂（N 18）

## 外部連結
- 王子神谷/N17 | 路線・車站資訊 | 東京地下鐵